# Graf Ignatiewo
Graf Ignatiewo (bułg. Граф Игнатиево) – wieś w południowej Bułgarii, w obwodzie Płowdiw, w gminie Marica. Według danych Narodowego Instytutu Statystycznego, 31 grudnia 2011 roku wieś liczyła 1846 mieszkańców.

## Położenie
Miejscowość znajduje się 17 km od Płowdiwu.

## Historia
Do 1902 roku wieś nosiła nazwę Czołpuk, natomiast między 1902 a 1956 rokiem Graf Ignatiew.